# هيلين كيلباتريك
هيلين مارجوري كيلباتريك (بالإنجليزية: Helen Marjorie Kilpatrick)‏ (من مواليد 9 أكتوبر 1958) هي موظفة بريطانية وحاكمة جزر كايمان بين عامي 2013 و 2018.

## حياتها المهنية
تلقت كيلباتريك تعليمها في كلية كينغز في كامبريدج، ثم بدأت حياتها المهنية في الحكومة المحلية في إنجلترا لتؤهل كمحاسبة مالية عامة. تم تعيينها كمدققة جماعية في مجلس لندن في عام 1985، ثم تدرجت في مختلف المناصب الحكومية المحلية، بما في ذلك المراقب المالي للخدمات المالية في مجلس غرينتش لندن بورو من عام 1989 إلى عام 1995. وفي عام 1995 تم تعيينها لتكون أمينة صندوق مجلس مقاطعة غرب ساسكس، وهو المنصب الذي شغلته لمدة عشر سنوات. كما شغلت أيضًا منصب نائبة الرئيس التنفيذي.
تم تعيينها في عام 2005 من قِبَل وزارة الداخلية لتكون المدير العام للخدمات المالية وخدمات الشركات. وبينما كانت في هذا المنصب، تم منحها وسام شرف CB في عام 2010 مع مرتبة الشرف في العام الجديد. عملت كليباتريك خلال عام 2012 وحتى عام 2013 كأمينة دائمة بالنيابة بالقسم.
تم الإعلان في يونيو 2013 أن كليباتريك ستشغل منصب المحافظ القادم لجزر كايمان. وتعليقاً على هذا، قالت السيدة كيلباتريك: «يشرفني ويسرني أن أكون حاكماً لجزر كايمان، كما أتطلع إلى العمل في شراكة بناءة مع الحكومة المنتخبة حديثًا لضمان مستقبل آمن ومستدام وجيد لجزر كايمان». تركت كليباتريك المنصب في مارس 2018.
قبل أيام من مغادرة هيلين كيلباتريك حكمها لجزر كايمان بعد فترة مدتها أربع سنوات ونصف، طلبت من الحكومة المحلية معالجة عدم الاعتراف بحقوق المثليات والمثليين ومزدوجي الميل الجنسي ومغايري الهوية الجنسانية. وعندما أوضحت موقفها في بيانها الرسمي الأخير قبل مغادرتها، أوضحت أن وزارة الخارجية والكومنولث تريد من الحكومة اعتماد تشريع في كايمان لحظر التمييز ضد المثليين، قائلةً أن الوقت قد حان الآن للاعتراف بتقاليد الشراكات الجنسية.